# Кохан Тимофій Григорович
Кохан Тимофій Григорович (нар. 30 червня 1965, Київ) — Заслужений діяч мистецтв України, кандидат мистецтвознавства, перший заступник Міністра культури України (2013-2014).

## Освіта
1982-1989 — Київський державний інститут театрального мистецтва ім. І.К.Карпенка-Карого.
Спеціальність за освітою: кінорежисер (кіно і телебачення).

## Кар'єра
1989-1993 — кінорежисер 3-ї категорії, режисер-постановник Національної кіностудії художніх фільмів імені Олександра Довженка.
1993-2000 — завідувач сектора зовнішньо-культурних зв'язків Головного управління культури Київської міської державної адміністрації.
2000-2001 — начальник управління міжнародного співробітництва Головного управління зовнішньоекономічних зв'язків та інвестування Київської міської державної адміністрації.
2001-2003 — начальник управління міжнародного співробітництва та протоколу Міністерства культури і мистецтв України.
2003-2005 — заступник Міністра культури і мистецтв України.
2005-2006 — наукова та викладацька робота.
Від 8 листопада 2006 р. по 24 грудня 2010 р. — заступник Міністра культури і туризму України.
З лютого 2013 — лютий 2014 — перший заступник Міністра культури України.
З квітня 2014 по теперішній час провідний науковий співробітник, Зав.відділом Інституту культурології Національної академії мистецтв України.
На посаді першого заступника міністра координував та контролював діяльність: 
1. Управління міжнародного співробітництва.
2. Департаменту формування державної політики у сфері культури, мистецтв та освіти.

Член Національної комісії України у справах ЮНЕСКО
Автор (співавтор) 14 статей.
Володіє англійською мовою.

## Звання, нагороди
- Кандидат мистецтвознавства. Тема дисертації: «Експресіонізм в контексті видової специфіки мистецтв» (2002)
- Державний службовець 4-го рангу (серпень 2003)[7]
- Почесна нагорода "За заслуги перед польською культурою" (Польща) 03. 03. 2005.
- Державний службовець 3-го рангу (грудень 2006)[8].
- Орден "Честі" (Грузія) 26.03. 2008.
- Заслужений діяч мистецтв України (10 вересня 2008) — за значний особистий внесок у розвиток національного кіномистецтва, вагомі досягнення у професійній діяльності, багаторічну плідну працю та з нагоди Дня українського кіно [9]
- Орден "Золотий Хрест Заслуги" (Польща) 28.01.2014
- Орден "Зірка Італії" та звання "Кавалер" (Італія) 06.02.2014 — за значний внесок у розвиток культурних зв'язків з Італією

## Родина
Батько — Кохан Григорій Романович.
Мати — Левчук Лариса Тимофіївна.
Дружина — Оніщенко Олена Ігорівна.